# Ignacy Jerzy III
Ignacy Jerzy III – duchowny monofizyckiego kościoła jakobickiego, w latach 1745–1768 roku syryjsko-prawosławny patriarcha Antiochii.